# 余璞
余璞 （1441年—？年），字良玉，四川敘州府富順縣人，民籍，明朝政治人物。

## 生平
治《書經》，天順四年庚辰科第三甲第十三名進士。

## 家族
曾祖余綉卿，祖余興泰，父余志軒，母周氏。